# Siêu cúp bóng đá Ý
Siêu cúp bóng đá Ý (tiếng Ý: Supercoppa Italiana) là giải đấu thường niên của bóng đá Ý.
Được thành lập vào năm 1988 là một giải đấu dành cho hai đội bóng: vô địch Serie A và vô địch cúp quốc gia mùa giải trước, kể từ mùa giải 2023 giải đấu sẽ có bốn đội: đội Vô địch và Á quân của Serie A và đội Vô địch và Á quân của Cúp quốc gia. Trước năm 2023, nếu một đội giành được cả hai chức vô địch Serie A và Coppa Italia ở mùa giải trước thì Supercoppa sẽ được thi đấu bởi đội vô địch Serie A và á quân Coppa Italia (trở thành trận tái đấu của trận chung kết Coppa Italia mùa trước).
Ban đầu, giải được lên kế hoạch vào mùa hè với tư cách là trận mở màn cho mùa giải mới, và được thi đấu trên sân nhà của đội vô địch Serie A. Trong những năm gần đây, trận đấu được lên kế hoạch vào mùa đông và chủ yếu diễn ra bên ngoài nước Ý. Juventus đang giữ kỷ lục nhiều lần vô địch nhất với 9 lần. Trận Supercoppa thường xuyên nhất là trận Juventus và Lazio, diễn ra 5 lần.

## Các trận siêu cúp

### Thể thức hai đội
|  | Vô địch Siêu cúp |

| Năm  | Vô địch Serie A | Tỷ số               | Vô địch Coppa Italia | Sân vận động                                             | Khán giả |
| ---- | --------------- | ------------------- | -------------------- | -------------------------------------------------------- | -------- |
| 1988 | AC Milan        | 3 - 1               | Sampdoria            | San Siro, Milano                                         | 19.412   |
| 1989 | Inter Milan     | 2 - 0               | Sampdoria            | Giuseppe Meazza, Milano                                  | 7.221    |
| 1990 | Napoli          | 5 - 1               | Juventus             | San Paolo, Napoli                                        | 62.404   |
| 1991 | Sampdoria       | 1 - 0               | AS Roma              | Luigi Ferraris, Genoa                                    | 21.120   |
| 1992 | AC Milan        | 2 - 1               | Parma                | San Siro, Milano                                         | 30.102   |
| 1993 | AC Milan        | 1 - 0               | Torino               | Tưởng niệm Robert F. Kennedy, Washington, D.C.           | 25.268   |
| 1994 | AC Milan        | 1 - 1 (4 - 3) (pen) | Sampdoria            | San Siro, Milano                                         | 26.767   |
| 1995 | Juventus        | 1 - 0               | Parma*               | Alpi, Torino                                             | 5.289    |
| 1996 | AC Milan        | 1 - 2               | Fiorentina           | San Siro, Milano                                         | 29.582   |
| 1997 | Juventus        | 3 - 0               | Vicenza              | Alpi, Torino                                             | 16.157   |
| 1998 | Juventus        | 1 - 2               | Lazio                | Alpi, Torino                                             | 16.500   |
| 1999 | AC Milan        | 1 - 2               | Parma                | San Siro, Milano                                         | 25.001   |
| 2000 | Lazio           | 4 - 3               | Inter Milan*         | Olimpico, Roma                                           | 61.446   |
| 2001 | AS Roma         | 3 - 0               | Fiorentina           | Olimpico, Roma                                           | 61.050   |
| 2002 | Juventus        | 2 - 1               | Parma                | 11 tháng 6, Tripoli, Libya                               | 40.000   |
| 2003 | Juventus        | 1 - 1 (5 - 3) (pen) | AC Milan             | Giants, Đông Rutherford, New Jersey, Mỹ                  | 54.128   |
| 2004 | AC Milan        | 3 - 0               | Lazio                | San Siro, Milano                                         | 33.274   |
| 2005 | Juventus (1)    | 0 - 1 (a.e.t.)      | Inter Milan          | Alpi, Torino                                             | 35.246   |
| 2006 | Inter Milan     | 4 - 3 (a.e.t.)      | AS Roma*             | Giuseppe Meazza, Milano                                  | 45.528   |
| 2007 | Inter Milan     | 0 - 1               | AS Roma              | Giuseppe Meazza, Milano                                  | 34.898   |
| 2008 | Inter Milan     | 2 - 2 (6 - 5) (pen) | AS Roma              | Giuseppe Meazza, Milano                                  | 43.400   |
| 2009 | Inter Milan     | 1 - 2               | Lazio                | Quốc gia, Bắc Kinh, Trung Quốc                           | 68.961   |
| 2010 | Inter Milan     | 3 - 1               | AS Roma*             | Giuseppe Meazza, Milano                                  | 65.860   |
| 2011 | AC Milan        | 2 - 1               | Inter Milan          | Quốc gia, Bắc Kinh, Trung Quốc                           | 66.161   |
| 2012 | Juventus        | 4 - 2 (a.e.t.)      | Napoli               | Quốc gia, Bắc Kinh, Trung Quốc                           | 75.000   |
| 2013 | Juventus        | 4 - 0               | Lazio                | Olimpico, Roma                                           | 57.000   |
| 2014 | Juventus        | 2 - 2 (5 - 6) (pen) | Napoli               | Jassim Bin Hamad, Doha, Qatar                            | 14.000   |
| 2015 | Juventus        | 2 - 0               | Lazio*               | Thượng Hải, Trung Quốc                                   | 20.000   |
| 2016 | Juventus        | 1 - 1 (3 - 4) (pen) | AC Milan*            | Jassim Bin Hamad, Doha, Qatar                            | 11.356   |
| 2017 | Juventus        | 2 - 3               | Lazio*               | Jassim Bin Hamad, Doha, Qatar                            | 52.000   |
| 2018 | Juventus        | 1 - 0               | AC Milan*            | Thành phố Thể thao Nhà vua Abdullah, Jeddah, Ả Rập Xê Út | 61.235   |
| 2019 | Juventus        | 1 - 3               | Lazio                | Đại học Nhà vua Saud, Riyadh, Ả Rập Xê Út                | 23.361   |
| 2020 | Juventus        | 2 - 0               | Napoli               | Mapei - Città del Tricolore, Reggio Emilia               | 0        |
| 2021 | Inter Milan     | 2 - 1               | Juventus             | Giuseppe Meazza, Milano                                  | 29.696   |
| 2022 | AC Milan        | 0 - 3               | Inter Milan          | Quốc tế Nhà vua Fahd, Riyadh, Ả Rập Xê Út                | 51.357   |

- * Á quân Coppa Italia.
- (1) Juventus sau đó bị tước danh hiệu do vụ bê bối Calciopoli.

### Thế thức bốn đội
| Năm  | Câu lạc bộ                            | Tỷ số                                 | Câu lạc bộ                            | Sân vận động                              | Khán giả |
| ---- | ------------------------------------- | ------------------------------------- | ------------------------------------- | ----------------------------------------- | -------- |
| 2023 | Napoli (Serie A)                      | 3–0                                   | Fiorentina (Á quân Coppa)             | Đại học Nhà vua Saud, Riyadh, Ả Rập Xê Út | 9.762    |
| 2023 | Inter Milan (Coppa)                   | 3–0                                   | Lazio (Á quân Serie A)                | Đại học Nhà vua Saud, Riyadh, Ả Rập Xê Út | 20.767   |
| 2023 | Napoli                                | 0–1                                   | Inter Milan                           | Đại học Nhà vua Saud, Riyadh, Ả Rập Xê Út | 24.900   |
| 2023 | Vô địch: Inter Milan Á quân: Napoli   | Vô địch: Inter Milan Á quân: Napoli   | Vô địch: Inter Milan Á quân: Napoli   | Vô địch: Inter Milan Á quân: Napoli       | 55.429   |
| 2024 | Inter Milan (Serie A)                 | 2—0                                   | Atalanta (Á quân Coppa)               | Đại học Nhà vua Saud, Riyadh, Ả Rập Xê Út | 16.896   |
| 2024 | Juventus (Coppa)                      | 1–2                                   | AC Milan (Á quân Serie A)             | Đại học Nhà vua Saud, Riyadh, Ả Rập Xê Út | 24.783   |
| 2024 | Inter Milan (Serie A)                 | 2–3                                   | AC Milan (Á quân Serie A)             | Đại học Nhà vua Saud, Riyadh, Ả Rập Xê Út | 24.841   |
| 2024 | Vô địch: AC Milan Á quân: Inter Milan | Vô địch: AC Milan Á quân: Inter Milan | Vô địch: AC Milan Á quân: Inter Milan | Vô địch: AC Milan Á quân: Inter Milan     | 66.520   |

## Thống kê

### Theo câu lạc bộ

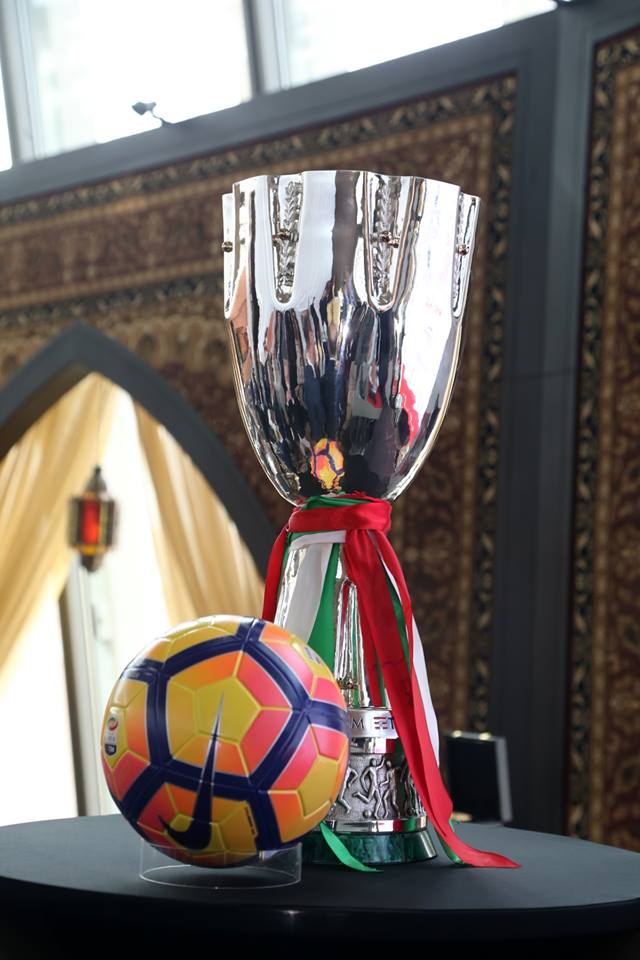
Milan giành Siêu cúp Ý năm 2016.

| Câu lạc bộ  | Vô địch | Á quân | Vào bán kết | Năm vô địch                                          | Năm Á quân                                     | Năm vào bán kết |
| ----------- | ------- | ------ | ----------- | ---------------------------------------------------- | ---------------------------------------------- | --------------- |
| Juventus    | 9       | 8      | 1           | 1995, 1997, 2002, 2003, 2012, 2013, 2015, 2018, 2020 | 1990, 1998, 2005, 2014, 2016, 2017, 2019, 2021 | 2024            |
| AC Milan    | 8       | 5      | –           | 1988, 1992, 1993, 1994, 2004, 2011, 2016, 2024       | 1996, 1999, 2003, 2018, 2022                   | –               |
| Inter Milan | 8       | 5      | –           | 1989, 2005, 2006, 2008, 2010, 2021, 2022, 2023       | 2000, 2007, 2009, 2011, 2024                   | –               |
| Lazio       | 5       | 3      | 1           | 1998, 2000, 2009, 2017, 2019                         | 2004, 2013, 2015                               | 2023            |
| AS Roma     | 2       | 4      | –           | 2001, 2007                                           | 1991, 2006, 2008, 2010                         | –               |
| Napoli      | 2       | 3      | –           | 1990, 2014                                           | 2012, 2020, 2023                               | –               |
| Sampdoria   | 1       | 3      | –           | 1991                                                 | 1988, 1989, 1994                               | –               |
| Parma       | 1       | 3      | –           | 1999                                                 | 1992, 1995, 2002                               | –               |
| Fiorentina  | 1       | 1      | 1           | 1996                                                 | 2001                                           | 2023            |
| Torino      | 0       | 1      | –           | —                                                    | 1993                                           | –               |
| Vicenza     | 0       | 1      | –           | —                                                    | 1997                                           | –               |
| Atalanta    | 0       | 0      | 1           | —                                                    | —                                              | 2024            |

### Kết quả theo danh hiệu
| Tư cách tham gia          | Vô địch | Á quân |
| ------------------------- | ------- | ------ |
| Đội vô địch Serie A       | 24      | 12     |
| Đội vô địch Cúp bóng đá Ý | 10      | 18     |
| Đội á quân Cúp bóng đá Ý  | 2       | 6      |

## Vua phá lưới
Tính đến ngày 22/1/2024
| Hạng | Cầu thủ              | Câu lạc bộ  | Số bàn thắng | Số trận |
| ---- | -------------------- | ----------- | ------------ | ------- |
| 1    | Paulo Dybala         | Juventus    | 4            | 6       |
| 2    | Alessandro Del Piero | Juventus    | 3            | 6       |
| 2    | Samuel Eto'o         | Inter Milan | 3            | 3       |
| 2    | Lautaro Martínez     | Inter Milan | 3            | 4       |
| 2    | Andriy Shevchenko    | AC Milan    | 3            | 3       |
| 2    | Carlos Tevez         | Juventus    | 3            | 2       |